# Synodus foetens
Anoli des plages
Espèce
Statut de conservation UICN

 LC  : Préoccupation mineure
 29 janvier 2013 
Synonymes
- Salmo foetens

Synodus foetens, l’Anoli des plages, est une espèce de poissons de la famille des Synodontidae.

## Systématique
L'espèce Synodus foetens a été décrite pour la première fois en 1766 par Carl von Linné.

## Distribution
Cette espèce se croise dans l’océan Atlantique ouest, le long de la côte américaine, du Maine à la baie de Guanabara.

## Description
Synodus foetens peut mesurer jusqu'à 53,8 cm pour un poids de 900 g, mais dont la taille moyenne se situe plutôt aux alentours des 30 cm.
Cette espèce se trouve principalement près des côtes, à des profondeurs variant généralement de 25 à 40 m, bien qu'elle puisse être trouvée de 1 m jusqu'à 200 m.
Synodus foetens est ovipare et pond des œufs ronds desquels éclosent des larves en forme de têtards mesurant environ 2,5 mm.

## Étymologie
Son épithète spécifique, foetens vient de fétide, nom qui serait probablement dû au mauvais état de conservation du premier spécimen prélevé.

## Comportement

### Prédateurs
Synodus foetens est régulièrement la proie de poissons plus gros que lui (comme le Bar rayé ou Cynoscion regalis), de requins (et plus particulièrement du Requin-bouledogue), ainsi que d'oiseaux marins comme la Sterne fuligineuse et le Noddi brun.

### Proies
Synodus foetens chasse généralement à l'affût, en enterrant son corps dans les sédiments marins. L'espèce se nourrit principalement de poissons osseux, comme de jeunes Aluterus schoepfii, d'Anchois américains, de gobies (comme Gobiosoma robustum et Menidia beryllina).

### Parasites
Les spécimens adultes sont victimes de nombreux endoparasites, en particulier copépodes du genre Abasia, ainsi que de nombreux digènes du genre Lecithochirium.

## Publication originale
- Carl von Linné, Systema naturae (œuvre écrite), 1735.